# Сологуб, Наталья Валерьевна
Ната́лья Вале́рьевна Сологу́б (бел. Наталля Валер'еўна Салагуб; род. 31 марта 1975, Минск) — белорусская легкоатлетка, специалистка по бегу на короткие дистанции. Выступала за сборную Белоруссии по лёгкой атлетике в 1990-х и 2000-х годах, обладательница бронзовой медали чемпионата мира, многократная победительница и призёрка первенств национального значения, действующая рекордсменка страны в эстафете 4 × 100 метров, участница двух летних Олимпийских игр. Мастер спорта Республики Беларусь международного класса.

## Биография
Наталья Сологуб родилась 31 марта 1975 года в Минске.
Училась на отделении лёгкой атлетики в Гомельском государственном училище олимпийского резерва. Состояла в минском «Динамо». Проходила подготовку од руководством заслуженного тренера Белоруссии Владимира Никифоровича Зинченко.
Впервые заявила о себе на международном уровне в сезоне 1994 года, когда вошла в состав белорусской национальной сборной и выступила на Играх доброй воли в Санкт-Петербурге, где в зачёте эстафеты 4 × 100 метров стала пятой.
В 1997 году заняла восьмое место в беге на 200 метров на молодёжном европейском первенстве в Турку.
В 1998 году принимала участие в чемпионате Европы в Будапеште, бежала здесь 200 метров, а также эстафеты 4 × 100 и 4 × 400 метров.
В 1999 году стала чемпионкой Белоруссии в беге на 200 и 400 метров.
Благодаря череде удачных выступлений удостоилась права защищать честь страны на летних Олимпийских играх в Сиднее. Вместе с соотечественницами Еленой Будник, Ириной Хлюстовой и Анной Козак стартовала в программе эстафеты 4 × 400 метров — на предварительном квалификационном этапе с национальным рекордом Белоруссии (3:26,31) стала третьей и в финал не вышла.
В 2001 году в беге на 400 метров дошла до полуфинала на чемпионате мира в помещении в Лиссабоне и на чемпионате мира в Эдмонтоне. Во втором случае провалила допинг-тест — в её пробе обнаружили следы запрещённого вещества норандростерона. В итоге её отстранили от участия в соревнованиях на два года.
По окончании срока дисквалификации Сологуб возобновила спортивную карьеру, в частности в 2003 году бежала эстафету 4 × 400 метров на чемпионате мира в Париже.
В 2004 году завоевала серебряную медаль в эстафете 4 × 400 метров на чемпионате мира в помещении в Будапеште, уступив на финише только команде России. Благополучно прошла отбор на Олимпийские игры в Афинах — на сей раз в эстафете 4 × 400 метров показала результат 3:27,38, с которым вновь остановилась на предварительном квалификационном этапе. При этом её партнёршами были Ирина Хлюстова, Илона Усович и Светлана Усович.
После афинской Олимпиады Наталья Сологуб ещё в течение некоторого времени оставалась действующей спортсменкой и продолжала принимать участие в крупнейших международных стартах. Так, в 2005 году она взяла бронзу в эстафете 4 × 100 метров на чемпионате мира в Хельсинки, установив при этом ныне действующий национальный рекорд Белоруссии — 42,56.
В 2006 году добавила в послужной список бронзовую награду, полученную в эстафете 4 × 400 метров на чемпионате мира в помещении в Москве.
Впоследствии вышла замуж и уехала на постоянное жительство в США.